# Constanza de Ayala
Constanza de Ayala (ca. 1390-ca. 1472) fue una dama de la nobleza alavesa que ostentó el señorío de Oñate (Guipúzcoa). Muy a menudo vivió en Vitoria, donde residían sus padres.

## Biografía
Hija de María de Sarmiento y Castilla (Señora de Salinillas de Buradón y Berverana) y de Fernán Pérez de Ayala (señor de Ayala, Merino mayor de Guipúzcoa y alférez mayor del pendón de la Orden de la Banda). Formaba parte de dos prestigiosos linajes castellanos, el de Ayala (su abuelo paterno era el canciller Pedro López de Ayala) y el de Sarmiento (que había incorporado sangre real en virtud del matrimonio de su abuelo materno, Diego Gómez Sarmiento, con Leonor de Castilla, hija del infante Fadrique Alfonso de Castilla).
Hacia el año 1410 contrajo matrimonio con Pedro Vélez de Guevara, señor de Oñate (y también comendador de Oreja en Toledo). Fruto del mismo nacieron dos niñas y dos niños, que aún eran menores de edad cuando, en 1422, murió su padre. Nada más fallecer su esposo, Constanza solicitó la tutoría legal de sus hijos. A partir de ese momento se abrió un período, de algo más de una década de duración, en que ésta compaginó las labores de crianza de sus vástagos, con las de gobierno y defensa en primera persona de los intereses de la Casa de Guevara.
Entre los eventos más relevantes que tuvo que afrontar o gestionar se cuentan los siguientes:
- En 1422 tuvo que defender los derechos que les correspondían por herencia a sus hijos en el patronato del monasterio de San Juan de Usarraga (Vergara). Estos derechos estaban siendo usurpados por un clérigo de la zona llamado Fortún Martínez de Castillo.

- En 1423 tuvo que hacer frente al levantamiento del Valle de Léniz contra la Casa de Guevara. Aquí Constanza contó con la ayuda de su padre Fernán Pérez de Ayala y buena parte de sus parientes gamboinos quienes, por la fuerza de las armas, sofocaron la revuelta. Con todo, el conflicto siguió coleando hasta el año 1429 en que se llegó un acuerdo por el que Constanza pudo poner alcaldes y merinos de su elección en el valle.

- En 1426, vecinos de la villa de Mondragón derribaron las casas-torre de Zaldibar y Landeta, que pertenecían al señorío de Guevara. Constanza acusó a los de Mondragón ante los oidores y alcaldes de Casa y Corte, quienes los condenaron a destierro y a pagar una sustanciosa indemnización. Se siguieron sin embargo varias apelaciones y se llegó a un acuerdo final con la Casa Guevara en 1429.
- En 1432, para reestructurar con más lógica su patrimonio personal, Constanza, intercambió su villa de Salinillas de Buradón (que había heredado de su madre María de Sarmiento y Castilla) por los lugares de Ameyugo, Tuyo, Valluércanes, Hornillos y Berverana. Esta permuta la acordó con su hermano Pedro López de Ayala.
- En 1433, después del correspondiente pleito, Constanza cerró un acuerdo con los habitantes del valle de Legazpia acerca de la posesión y las rentas procedentes de unas seles que eran propiedad de la Casa Guevara.

Fue alrededor de 1433 que su primogénito, Pedro Vélez de Guevara, alcanzó la mayoría de edad y tomó las riendas de sus estados. A pesar de ello, parece que Constanza siguió teniendo durante un tiempo un papel activo a su lado (en un documento de 1440 aparece actuando conjuntamente con su hijo en el nombramiento del abad del monasterio de San Miguel de Oñate, lugar donde la Casa Guevara tuvo su principal panteón). No sucedió lo mismo cuando, por muerte de su hermano mayor, Iñigo de Guevara en 1456 heredó el Señorío de Oñate. Iñigo por lo general decidió prescindir de la colaboración de su madre.
A pesar de ello, Constanza, siguió plenamente activa en labores de gestión, si bien a partir de entonces más centrada en sus propias posesiones y en la promoción religiosa y artística. En este sentido cabe destacar que fue la fundadora del hospital de Ameyugo.

### Descendencia
De su matrimonio con Pedro Vélez de Guevara nacieron:
- Pedro Vélez de Guevara, que heredó el señorío de su padre. En 1434 casó con Isabel Manrique, hija del Adelantado Pedro Manrique.  Murió también joven y sin descendencia en el año 1455.[8]
- Isabel de Guevara, que heredó de su madre los dominios de Arreo, Tuesta, Ameyugo y Tuyo. Casó con Fernán López de Saldaña, contador y camarero mayor de Juan II.[9]
- Iñigo de Guevara, que comenzó una carrera eclesiástica.[4] Sin embargo, al morir sin descendencia su hermano Pedro, fue quien acabó heredando el señorío de su padre. Casó con Beatriz de Guzmán.[10]
- María de Guevara, que heredó de su madre la aldea de Herramélluri, donde, en su última voluntad, ordenó edificar un monasterio que al parecer no llegó a construirse. Casó con Lope de Rojas pero no tuvieron descendencia.[11]

### Muerte y sepultura
Después de cincuenta años de viudedad consagrada a la defensa de su familia, Constanza murió al parecer en 1472, año en que empezó a mostrar síntomas de enfermedad y otorgó su testamento y codicilos.
Pidió sepultarse conjuntamente a sus padres en el monasterio de Quejana.